# アフロtheゴールドwithシスターズ
アフロtheゴールドwithシスターズ（アフロザゴールドウィズシスターズ）は、よしもとクリエイティブ・エージェンシー（東京吉本）所属のお笑いトリオ。2007年11月結成。アフロtheゴールドとアフロシスターズからなるユニット。出身地はアフロニア（という設定）となっている。

## メンバー
アフロtheゴールド
リーダーで、金色のジャケットなどを衣装としている。
アフロtheダイアン
立ち位置は主に左で、赤系の衣装。
アフロtheエミリー
立ち位置は主に右で、エメラルドグリーンの衣装。
アフロtheピンキー
アフロtheダイアンに代わって在籍していたメンバー。

## 芸風・来歴
- 公式で世界平和観光大使として2007年11月に来日（結成）することになった。
- M-1グランプリ2008では2回戦まで進出。
- 笑いと歌と踊りを持ち合わせたアフロニアンビートというものを芸風にしている。うまく行かなかったことや失敗談などに落ちを持って行き、親指と小指を立てた手を前に出して「ウェ!ウェ!」と言うポーズをとっている。
- 4人組「アフロブラザーズ様」として活動していた時もあり、この時はゴールド、エミリーにアフロtheボビィー、アフロtheバニラを加えたユニットだった[2]。
- 「アフロtheゴールド」は幹てつやが扮していたキャラクターであり、また幹の妻で『かりすま〜ず』のメンバーでもあるあゆも、このユニットのメンバーだったということを幹自身が明かしている[3]。また現在『かぎしっぽ』のメンバーであるれおてぃも、このユニットのメンバーとして在籍していた[4]。